# Djelfa
Djelfa   este un oraș  în  Algeria. Este reședința  provinciei  Djelfa.